# Mackmyra
Mackmyra, de son nom complet Mackmyra Svensk Whisky AB, est une distillerie suédoise de single malt whisky. Elle est nommée d'après le village de Mackmyra où la première distillerie a été créée, près de Valbo.
En 2024, Mackmyra a déposé le bilan .

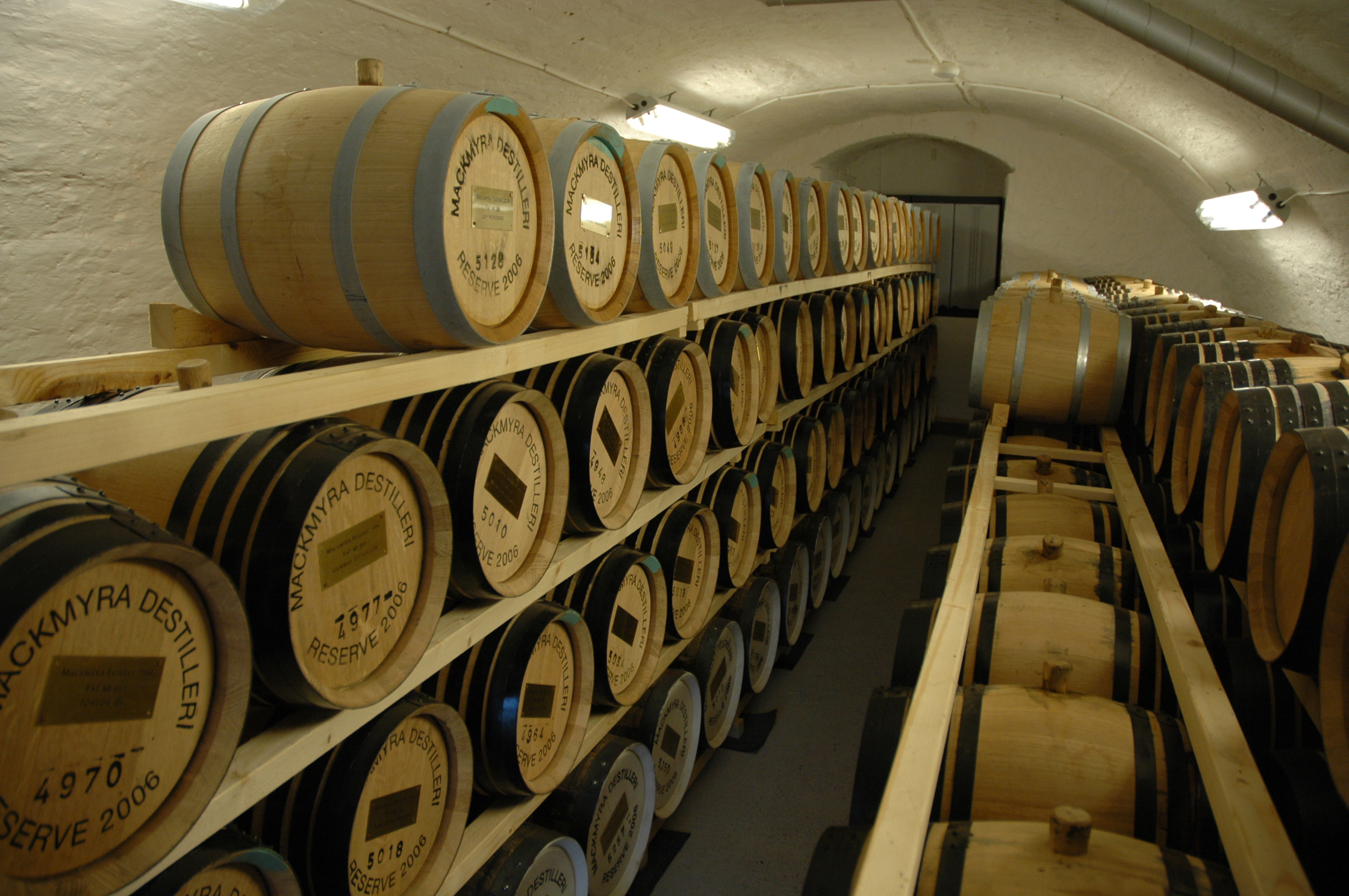
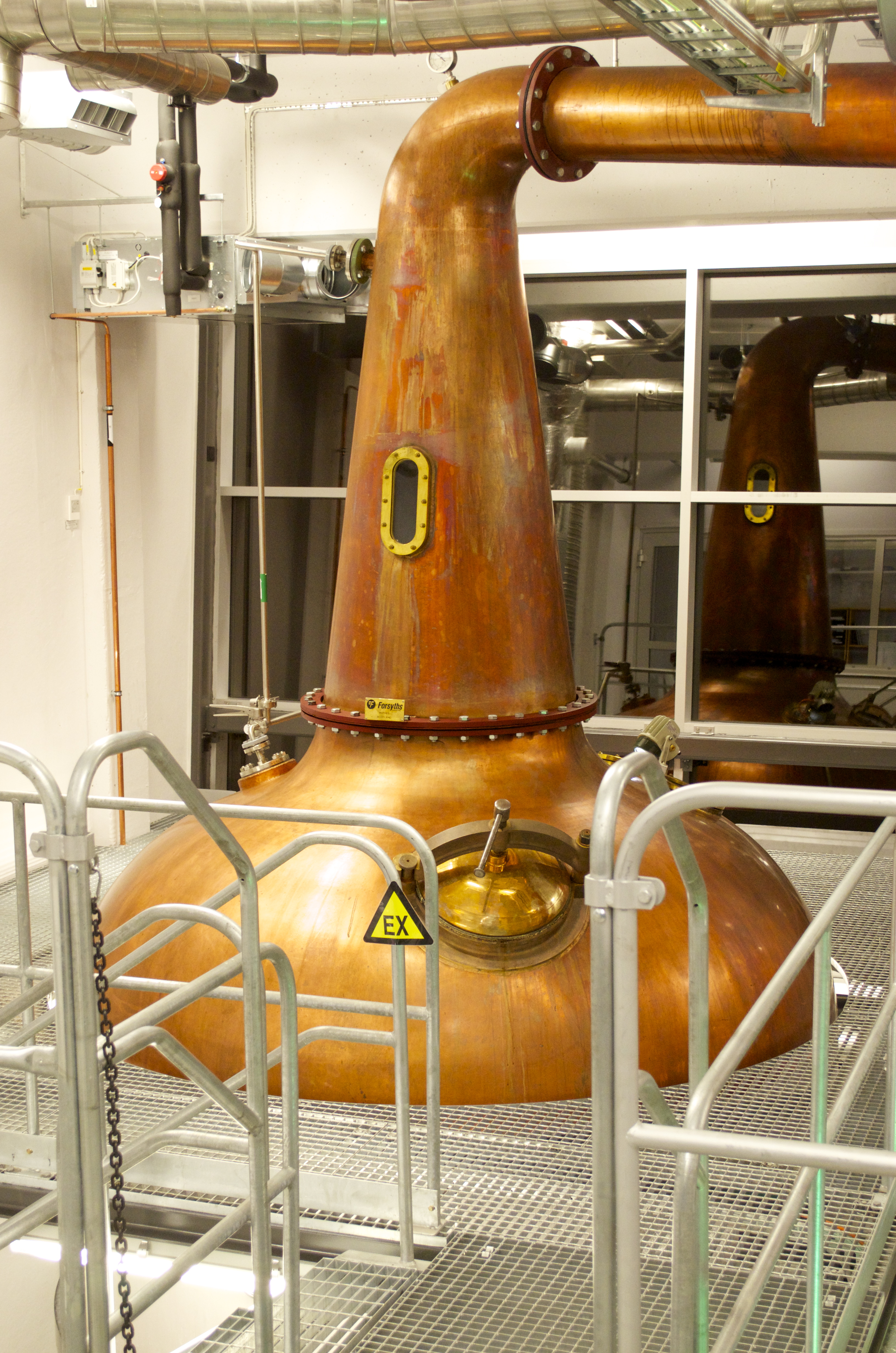
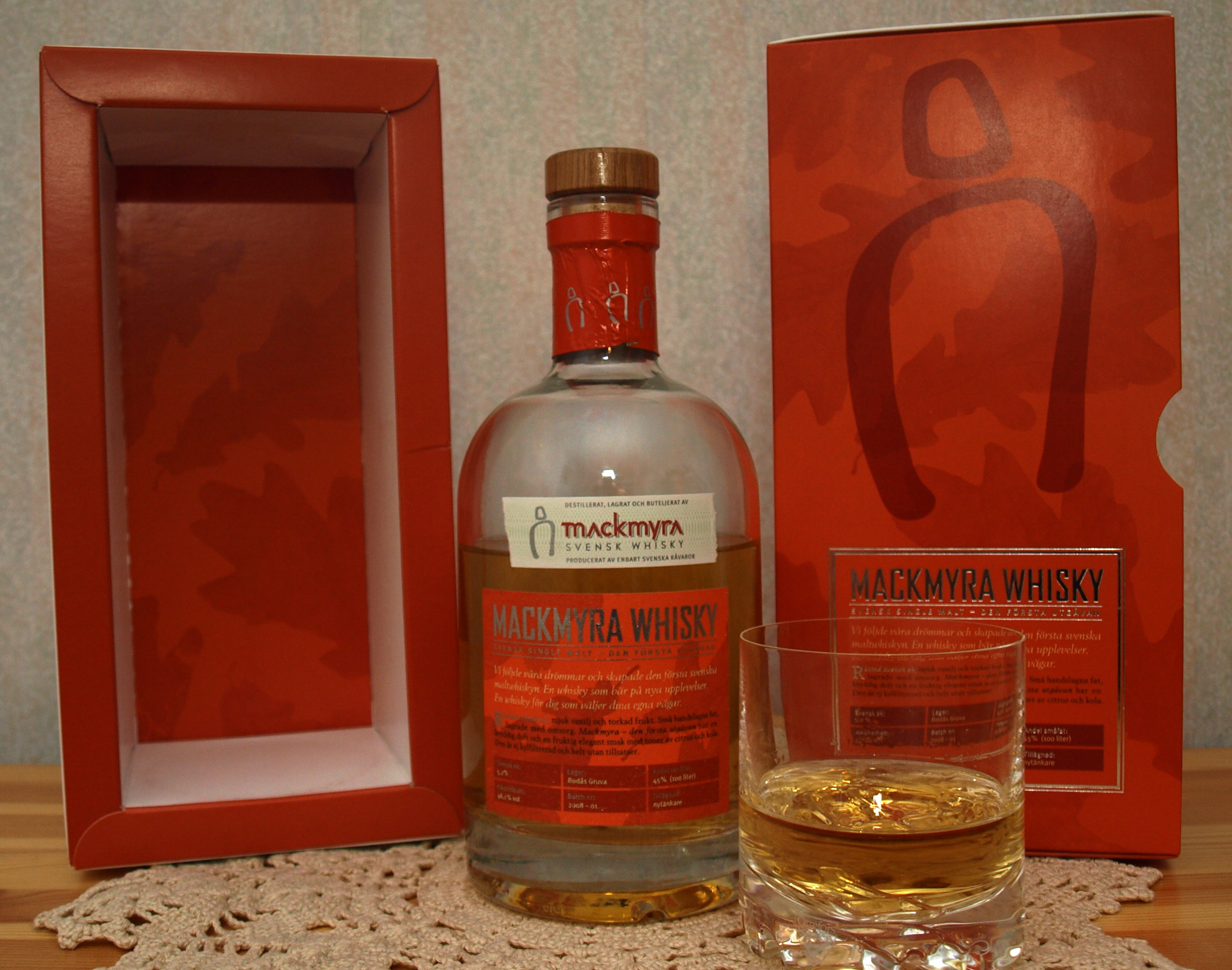